# Новіков Андрій Васильович
Андрій Васильович Новіков (нар. 20 квітня 1999) — український футболіст, нападник молодіжного складу «Олександрії».

## Життєпис
Вихованець столичного РВУФК. Дорослу футбольну кар'єру розочав 2016 року в складі ФК «Луцьк», який виступав в аматорському чемпіонаті України та чемпіонаті Волинської області. Після розформування команди з обласного центру перейшов у «Ковель-Волинь», де й дограв сезон 2016/17 років. Напередодні старту наступного сезону перебрався у «Волинь». Дебютував у складі луцького клубу 26 липня 2017 року в програному (0:3) виїзному поєдинку 2-о попереднього раунду кубку України проти «Львова». Андрій вийшов на поле на 57-й хвилині, замінивши Руслана Марушку. У Першій лізі чемпіонату України дебютував 30 липня 2017 року в програному (1:2) виїзному поєдинку 3-о туру проти краматорського «Авангарду». Новіков вийшов на поле на 46-й хвилині, замінивши Руслана Марушку. У першій частині сезону 2017/18 років зіграв 3 матчі в першій лізі та 1 — у кубку України. Під час зимової перерви в чемпіонаті приєднався до луганської «Зорі», проте виступав виключно за юніорську (U-19) команду клубу. Наступний сезон провів у молодіжній команді луганців.
Напередодні старту сезону 2019/20 років опинився в «Олександрії». Проте через величезну конкуренцію в першій команді виступав за молодіжний склад. У складі головної команди олександрійців дебютував 25 вересня 2019 року в переможному (1:0) виїзному поєдинку 3-о кваліфікаційного раунду кубку України проти вишгородського «Діназу». Андрій вийшов на поле на 46-й хвилині, замінивши Богдана Литвяка.